# Mollia
Mollia (piemontesisch la Mòja) ist eine Gemeinde in der italienischen Provinz Vercelli (VC), Region Piemont.

## Lage und Einwohner
Mollia liegt knapp 100 km nordöstlich von Vercelli an der noch jungen Sesia in der alpinen Valsesia und hat 98 Einwohner (Stand 31. Dezember 2023). Die Nachbargemeinden sind Alto Sermenza, Boccioleto, Campertogno und Riva Valdobbia.
Das Gemeindegebiet umfasst eine Fläche von 14 km².